# عبد الله بن مظعون
أبو محمد عبد الله بن مظعون الجمحي (المتوفي سنة 30 هـ) صحابي بدري من السابقين إلى الإسلام.

## سيرته
كان أبو محمد عبد الله بن مظعون بن حبيب بن وهب بن حذافة بن جمح القرشي من السابقين الأولين للإسلام، وهو أخو الصحابيين عثمان وقدامة ابني مظعون، والصحابية زينب بنت مظعون زوجة عمر بن الخطاب، وخال عبد الله بن عمر وحفصة بنت عمر، وأمه سخيلة بنت العنبس بن وهبان بن وهب بن حذافة بن جمح.
أسلم عبد الله وأخيه قدامة قبل دخول النبي محمد دار الأرقم، ثم هاجر إلى الحبشة ثم عاد وهاجر إلى يثرب بعد الهجرة النبوية، وشهد غزوات بدر وأحد والخندق وباقي المشاهد مع النبي محمد. وقد آخى النبي محمد بينه وبين سهل بن عبيد بن المعلى الأنصاري.
توفي عبد الله بن مظعون في خلافة عثمان بن عفان سنة 30 هـ، وعمره 60 سنة.